# Doriko
doriko（日语：ドリコ）是日本音乐家。主要使用语音合成软件初音未來作为歌曲主唱进行创作，所属唱片公司是Being。代表作有《罗密欧与辛德瑞拉》及被称为催泪三部曲的《歌虽无形》《夕日坂》《Letter Song》，以创作抒情歌曲闻名。